# Am Spitzberg
Das Naturschutzgebiet Am Spitzberg liegt im Landkreis Leipzig in Sachsen nördlich der Kernstadt Wurzen und westlich von Lüptitz, einem Ortsteil der Gemeinde Lossatal. Westlich des Gebietes verläuft die S 19, östlich die S 20 und südöstlich die S 23.

## Bedeutung
Das 160 ha große Gebiet mit der NSG-Nr. L 55 wurde im Jahr 2001 unter Naturschutz gestellt.